# بازگشت بهار
بازگشت بهار (به فرانسوی: Le Printemps‎) یک نقاشی از ویلیام-آدولف بوگرو نقاش رئالیسم و آکادمیک فرانسه است که در سال ۱۸۸۶ طرح گردید. این اثر یکی از شناخته‌شده‌ترین کارها در میان آثار نقاش است که در حال حاضر در مجموعهٔ موزهٔ هنر ژوسلین در اوماها، نبراسکا قرار دارد. در تاریخ ۱۹۵۱ فرانسیس تی. بی مارتین این نقاشی را به موزه هدیه کرد. بازگشت بهار مدت زمان کوتاهی پس از تکمیل‌شدن توسط جورج ویلیام لینین‌گر به اوماها آورده شد. لینین‌گر یک کلکسیونر و مجموعه‌دار هنری و همچنین صاحب گالری خصوصی‌ای بود که به شکل رایگان گالری خود را در جهت بازدید عموم گشوده بود.
بازگشت بهار از لحاظ فیزیکی ۲ بار مورد حمله و وندالیسم قرار گرفت. نخستین حمله به این اثر هنری در سال ۱۸۹۰ صورت گرفت و دیگری در سال ۱۹۷۶ میلادی. خسارت وارده به نقاشی در هر دو حمله مختصر بود. انگیزهٔ مهاجمان برای این حملات، صرفاً نمایش برهنگی آشکار تابلو عنوان شده بود که به اعتقاد آنها، باعث آزار می‌گردید. یک نسخهٔ کپی شده از نقاشی در فیلم عصر معصومیت (۱۹۹۳) و سکانس سالن رقص در خانهٔ بیوفورت نمایش داده شد که تناقض عجیبی داشت مبنی بر اینکه داستان فیلم عصر معصومیت مربوط به دهه‌های ۱۸۷۰ بود که در تطبیق با تاریخ طرح نقاشی توسط بوگرو، مشخص می‌شود که آن زمان، اصولاً این نقاشی هنوز خلق نشده بود.